# Solfjäderlav
Solfjäderlav (Cheiromycina flabelliformis) är en lavart som beskrevs av B. Sutton 1986. Solfjäderlav ingår i släktet Cheiromycina, divisionen sporsäcksvampar och riket svampar.  Arten är reproducerande i Sverige. Inga underarter finns listade i Catalogue of Life.